# Leo Gordon
Leo Vincent Gordon, född 2 december 1922 i Brooklyn i New York, död 26 december 2000 i Los Angeles, Kalifornien, var en amerikansk skådespelare, manusförfattare och författare. Gordon medverkade bland annat i Revolt i cellblock 11 (1954), Sheriffen i Santa Rita (1957), Hetsaren (1962), Skri av fasa (1963), Slaget om Tobruk (1967), Krigets vindar (1983) och Maverick (1994).

## Filmografi i urval
- 1953 – Stantonligans sista kupp
- 1953 – I Västerns våld
- 1953 – Farornas hav
- 1954 – Revolt i cellblock 11
- 1954 – Sinuhe, egyptiern
- 1954 – Där våldet var lag
- 1954 – Under blodröda fanor
- 1955 – Tio desperados
- 1955 – Möte i Hongkong
- 1955 – Revolvermannen
- 1956 – Duell i Durango
- 1956 – Mannen som visste för mycket
- 1956 – Män utan nåd
- 1956–1974 – Krutrök (TV-serie)
- 1957 – Sheriffen i Santa Rita
- 1958 – Sheriffen i Little Rock
- 1957–1959 – Maverick (TV-serie)
- 1959 – Perry Mason (TV-serie)
- 1959–1964 – Rawhide (TV-serie)
- 1959–1968 – Bröderna Cartwright (TV-serie)
- 1962 – Hetsaren
- 1963 – Korpen
- 1963 – Skri av fasa
- 1967 – Slaget om Tobruk
- 1968 – High Chaparral (TV-serie)
- 1975 – Cannon (TV-serie)
- 1979 – The Dukes of Hazzard (TV-serie)
- 1979 – Lilla huset på prärien (TV-serie)
- 1980–1981 – Fantasy Island (TV-serie)
- 1983 – Krigets vindar (TV-serie)
- 1985 – Fame (TV-serie)
- 1987 – Magnum (TV-serie)
- 1987 – Par i brott (TV-serie)
- 1987–1988 – St. Elsewhere (TV-serie)
- 1989 – Krig och hågkomst (TV-serie)
- 1994 – Maverick
- 1994 – Indiana Jones äventyr (TV-film)